# Kastell Jiblea

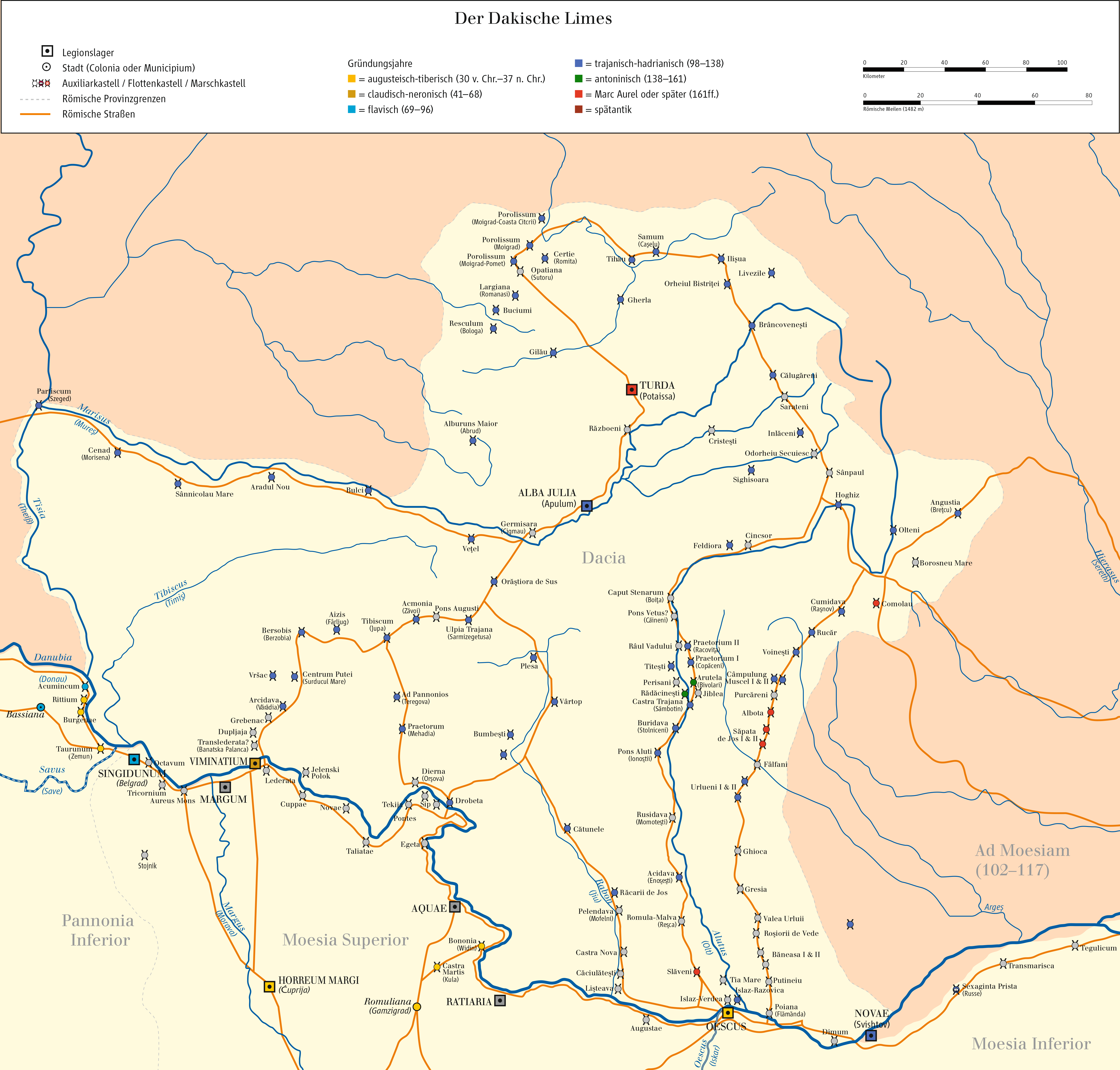
Kastell Jiblea im Verlauf der dakischen Limites

Das Kastell Jiblea ist ein vermutetes, ehemals römisches Hilfstruppenlager auf dem Gebiet des zum Stadtgebiet von Călimănești gehörenden Dorfes Jiblea Veche im Kreis Vâlcea, in Rumänien. In antiker Zeit wäre es Bestandteil des Limes Alutanus gewesen und hätte administrativ zur Provinz Dacia inferior, später zur Dacia Malvensis gehört.

## Lage
Die archäologische Verdachtsfläche befindet sich in der Flur Găitini, in den Feldern südlich des Dorfes Jiblea Veche, am linken, ebenfalls südlichen Ufer des Baches Coisca, etwa einen Kilometer östlich von dessen Einmündung in den Olt. Im Gelände sind keine Spuren sichtbar.

## Archäologische Situation
Der Platz wurde nur wenig untersucht. Die Annahme, dass sich dort ein Kastell befinde, beruht mehr auf der Fundkonzentration denn auf eindeutigen archäologischen Befunden. Innerhalb der rumänischen Archäologie ist die Existenz des Auxiliarkastells umstritten. Während Nicolae Gudea (1997) sie für gesichert annimmt, wird sie bei Cristian M. Vlădescu (der 1970 gemeinsam mit Gheorghe Poenaru Bordea die bisher einzig nennenswerten Untersuchungen durchgeführt hatte) und Felix Marcu (2009) in Frage gestellt. In diesem Zusammenhang ist auch auffällig, dass die Verdachtsfläche bislang nicht in die nationale Liste der historischen Monumente (Lista Monumentelor Istorice) Rumäniens eingetragen wurde.

## Fundverbleib
Die Aufbewahrung der Funde erfolgt im Muzeul Militar National (Nationales Militärmuseum) in Bukarest.